# Paw Patrol Mighty Pups - Il film dei Super Cuccioli
Paw Patrol: Mighty Pups - Il film dei Super Cuccioli (Paw Patrol: Mighty Pups) è un film del 2018 diretto da Charles E. Bastien.

## Trama
A causa di una maldestra manovra del nipote del Sindaco Humdinger, Harold, un meteorite rischia di cadere sulla città di Adventure Bay. La squadra di cagnolini entra in azione per sventare il pericolo.

## Distribuzione
Il film è stato distribuito nelle sale cinematografiche dal 6 ottobre 2018 in Canada, dal 12 novembre 2018 negli Stati Uniti, e dal 21 dicembre 2019, un anno dopo, in Italia.